# Тома-Франсуа Далібар
Тома-Франсуа Далібар (фр. Thomas-François Dalibard; 5 листопада 1709, Кранн-ан-Шампань, Франція — 1778) — французький фізик і натураліст XVIII століття. Відомий своїм експериментом із блискавичником. Був одружений із письменницею та драматургинею Франсуазою-Терезою Омерль де Сен-Фальє Далібар.

## Взаємини з Бенджаміном Франкліном
Далібар був одним із перших, хто познайомився із американським фізиком, філософом та політиком Бенджаміном Франкліном під час його візиту до Франції у 1767 році. Вважається, що двоє науковців стали друзями.

## Експерименти в галузі електрики

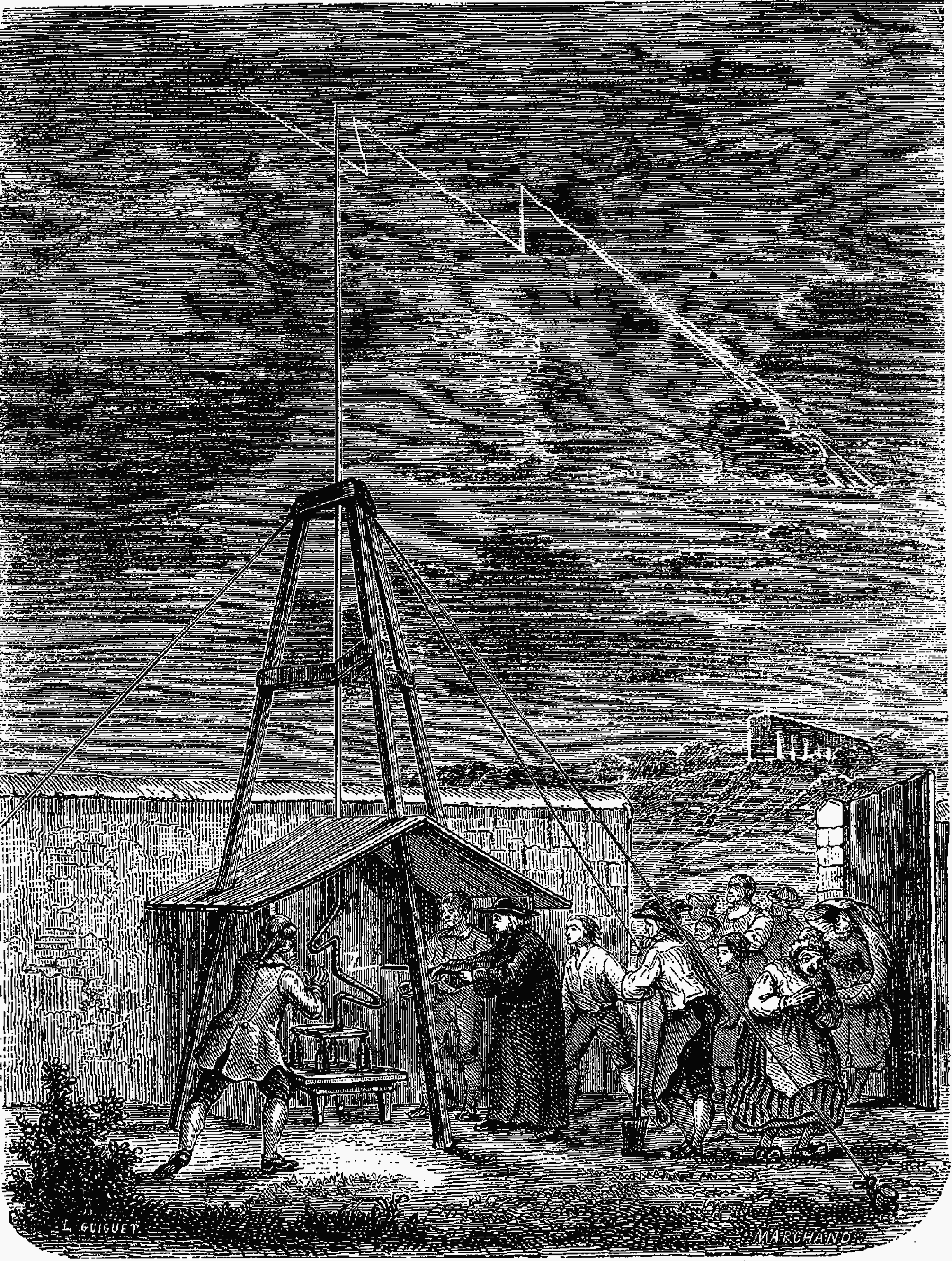
Експеримент Далібара у Марлі-ла-Віль

1752 року Далібар на прохання Жоржа-Луї Леклерка де Бюффона переклав працю Франкліна «Експерименти та спостереження за електрикою» французькою.
1750 року Франклін запропонував експеримент, метою якого було визначити, чи є блискавка електричним явищем. Він пропонував провести провідник до хмари, яка здавалася грозовою. Якщо в хмарі є електрика, то провідник мав це визначити.
Далібар виконав запропонований Франкліном експеримент: у Марлі-ла-Віль 10 травня 1752 року він протягнув стрижень висотою 40 футів. Вважається, що Далібар використовував пляшки вина, щоб заземлити стрижень. Він успішно видобув електрику з низької хмари. Невідомо, чи виконував Франклін цей запропонований ним же експеримент. До 2-го видання перекладу праці Франкліна, яке вийшло 1756 року, Далібар додав розлогий опис результатів свого експерименту. Далібар повторив експеримент перед королем Людовиком XV, який за це нагородив його пожиттєвою пенсією в розмірі 1200 ліврів.

## Публікації
Далібар був автором праці «Florae Parisiensis Prodromus, ou catalogue des plantes qui naissent dans les environs de Paris», надрукованій у Парижі 1749 року. У цьому трактаті Далібар класифікував рослини за системою Ліннея.